# Cimetière militaire britannique de la Route de Thilloy
Le  Thilloy Road Cemetery, Beaulencourt (cimetière militaire britannique de la Route de Thilloy) est un cimetière militaire de la Première Guerre mondiale, situé sur le territoire de la commune de Beaulencourt, dans le département du Pas-de-Calais, au sud d'Arras.

## Localisation
Ce cimetière est situé à 1 km à l'ouest du village en direction de la commune de Ligny-Thilloy. Implanté à une centaine de mètres de la route, il est accessible par un chemin agricole.

## Histoire

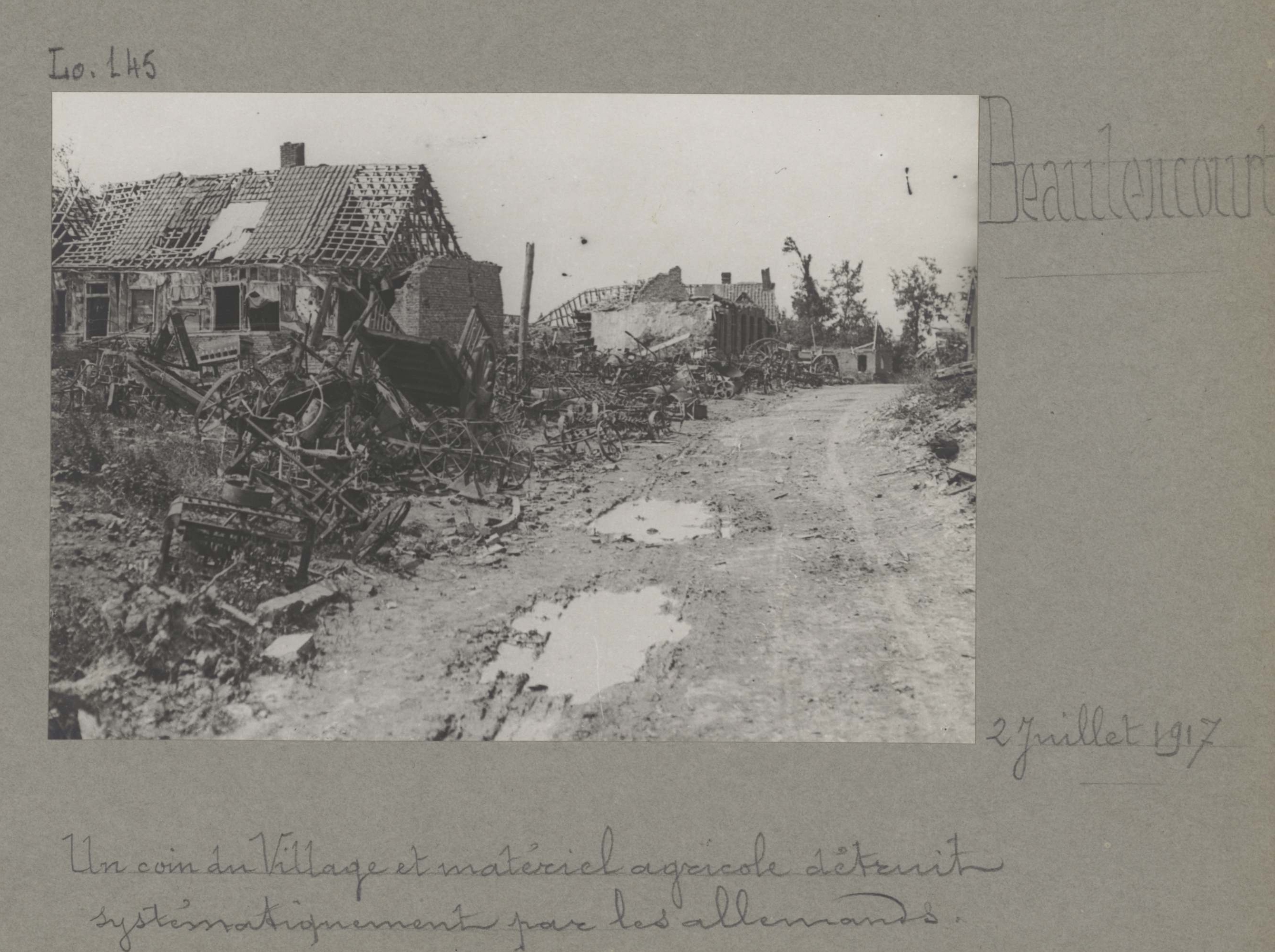
Photo montrant les ruines du village de Beaulencourt en juillet 1917.
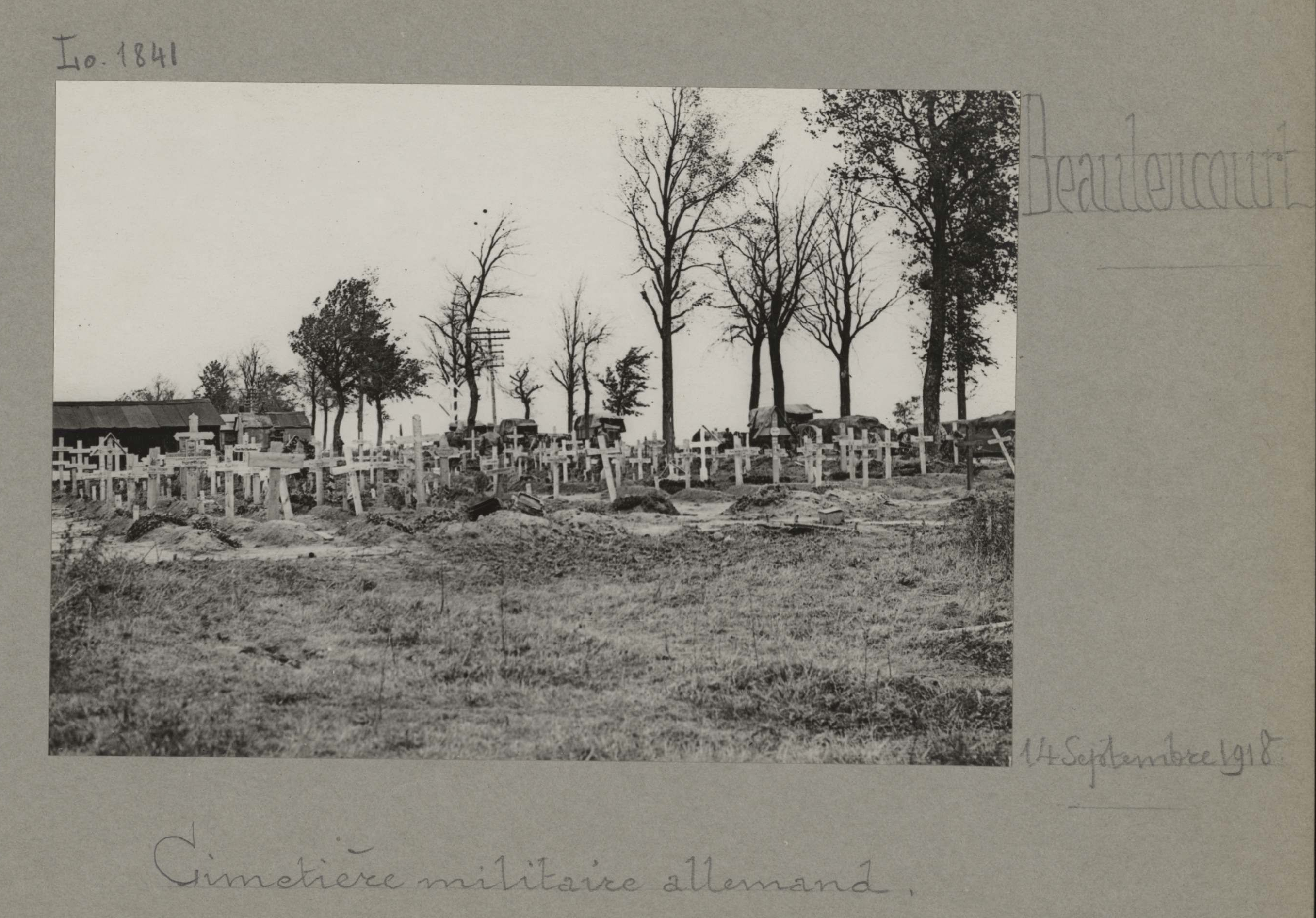
Cimetière provisoire allemand de Beaulencourt en septembre 1917 dont les corps ont été transportés dans le cimetière de Sapignies après l'armistice.

Aux mains des Allemands depuis le début de la guerre, le secteur a été conquis en septembre - octobre 1918 lors de l'offensive des Cent-Jours par les troupes britanniques. Ce cimetière a été créé par le 53e Field Ambulance à cette date pour inhumer les soldats victimes des combats.

## Caractéristiques
Le cimetière a un plan rectangulaire de 20 m sur 15. Il est clos par un muret de moellons.
Le cimetière a été aménagé par J.R. Truelove.

## Sépultures
| Pays             | Sépultures |
| ---------------- | ---------- |
| Royaume-Uni      | 231        |
| Nouvelle-Zélande | 9          |
| Allemagne        | 10         |
| Total            | 250        |

## Galerie

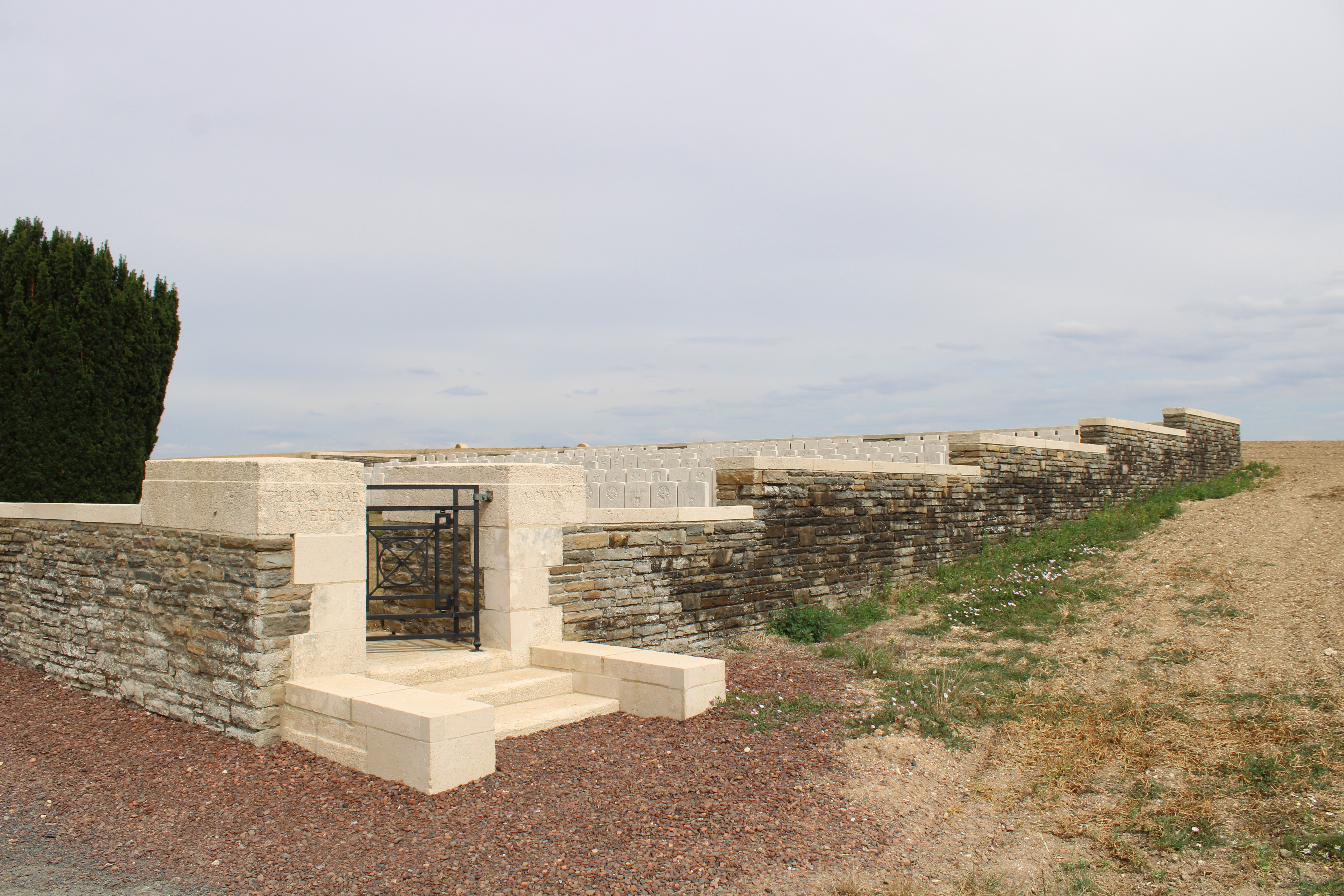
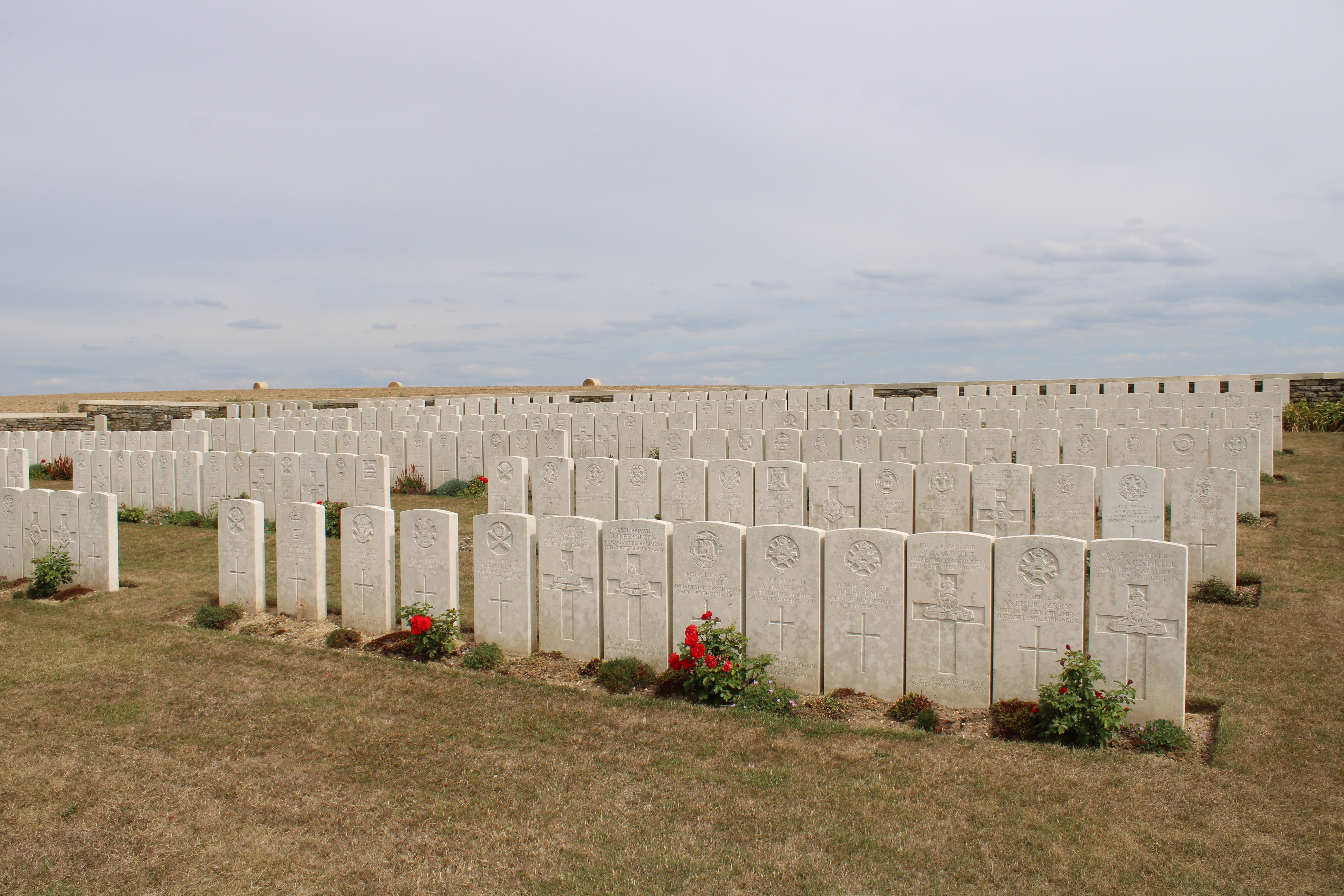
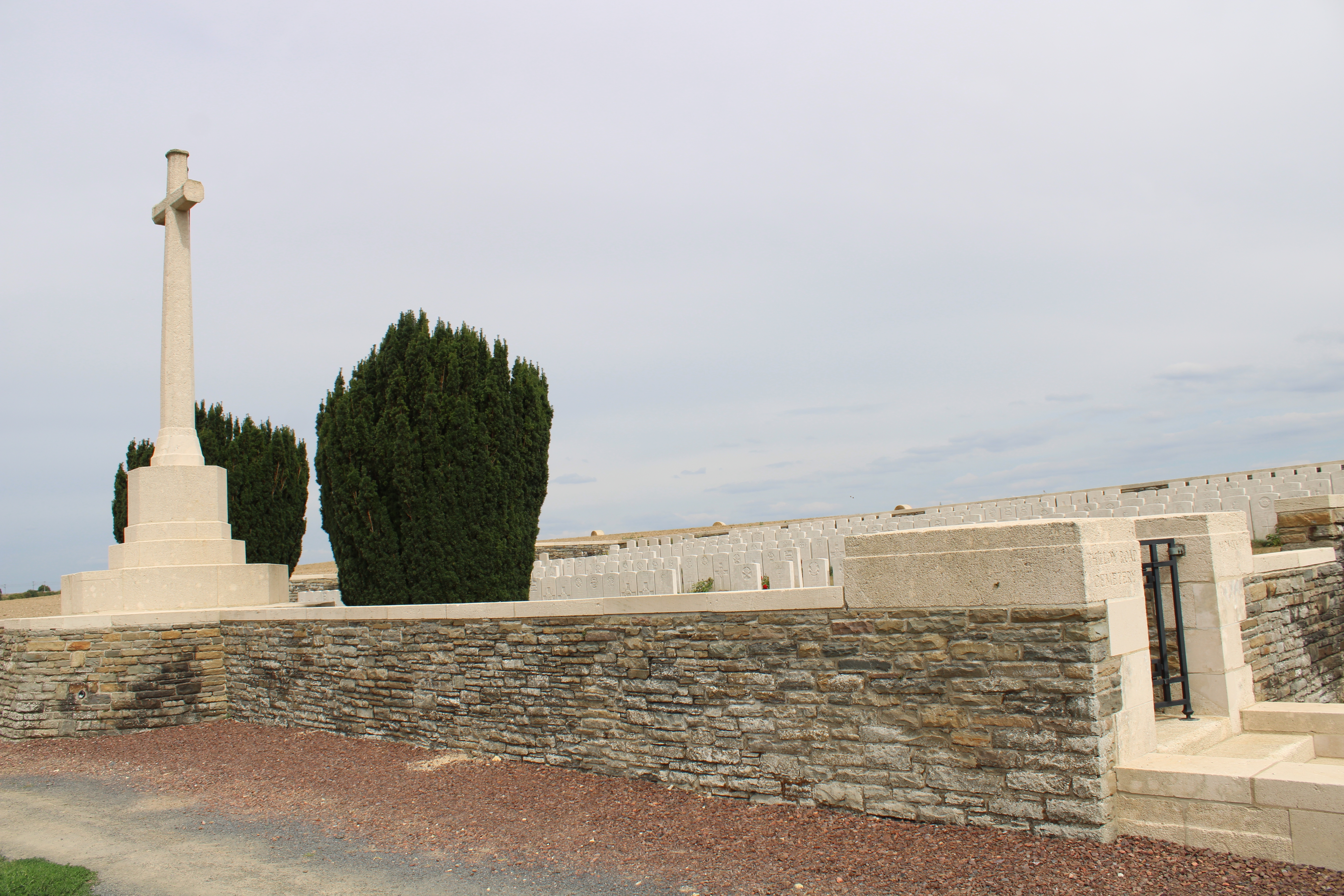
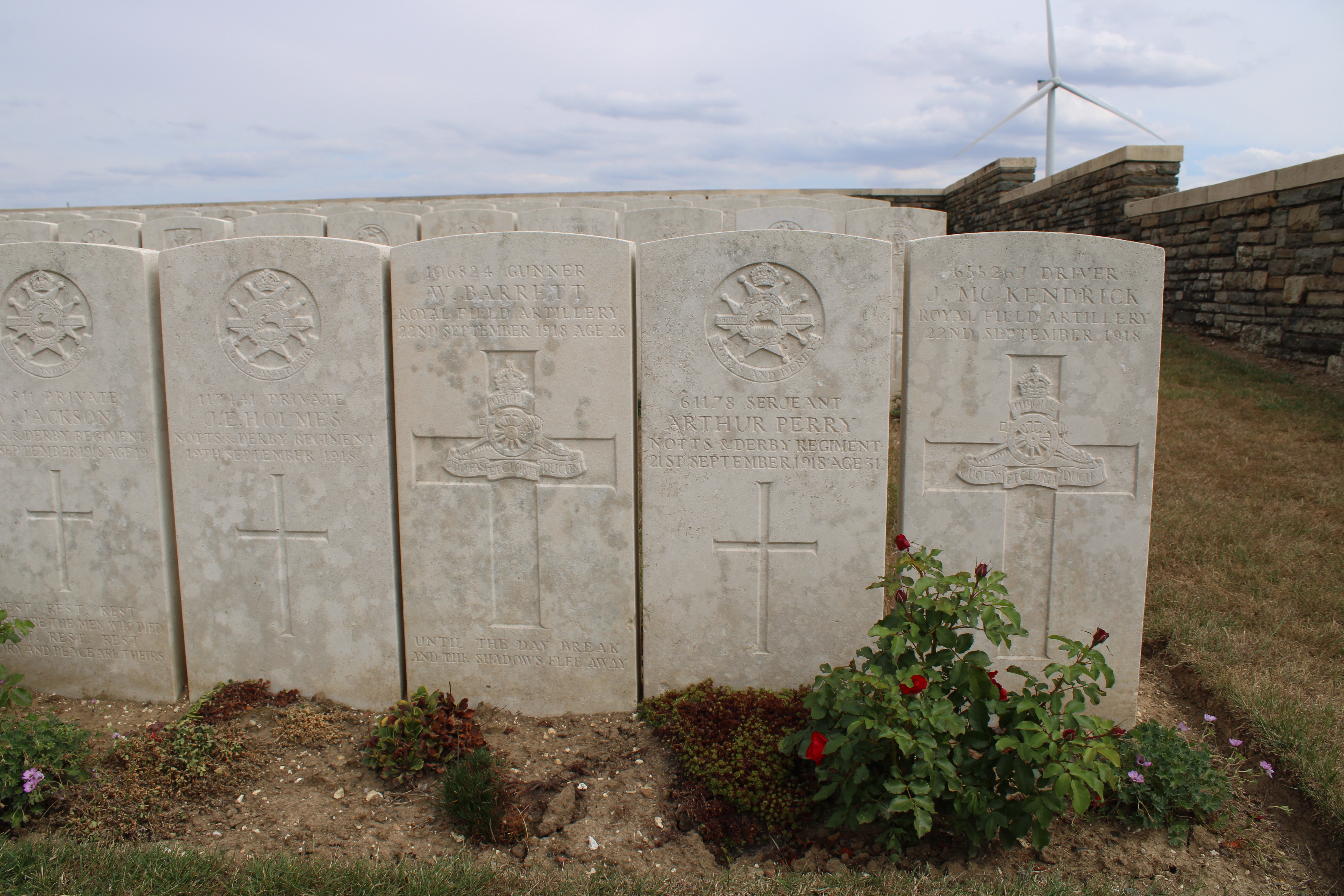
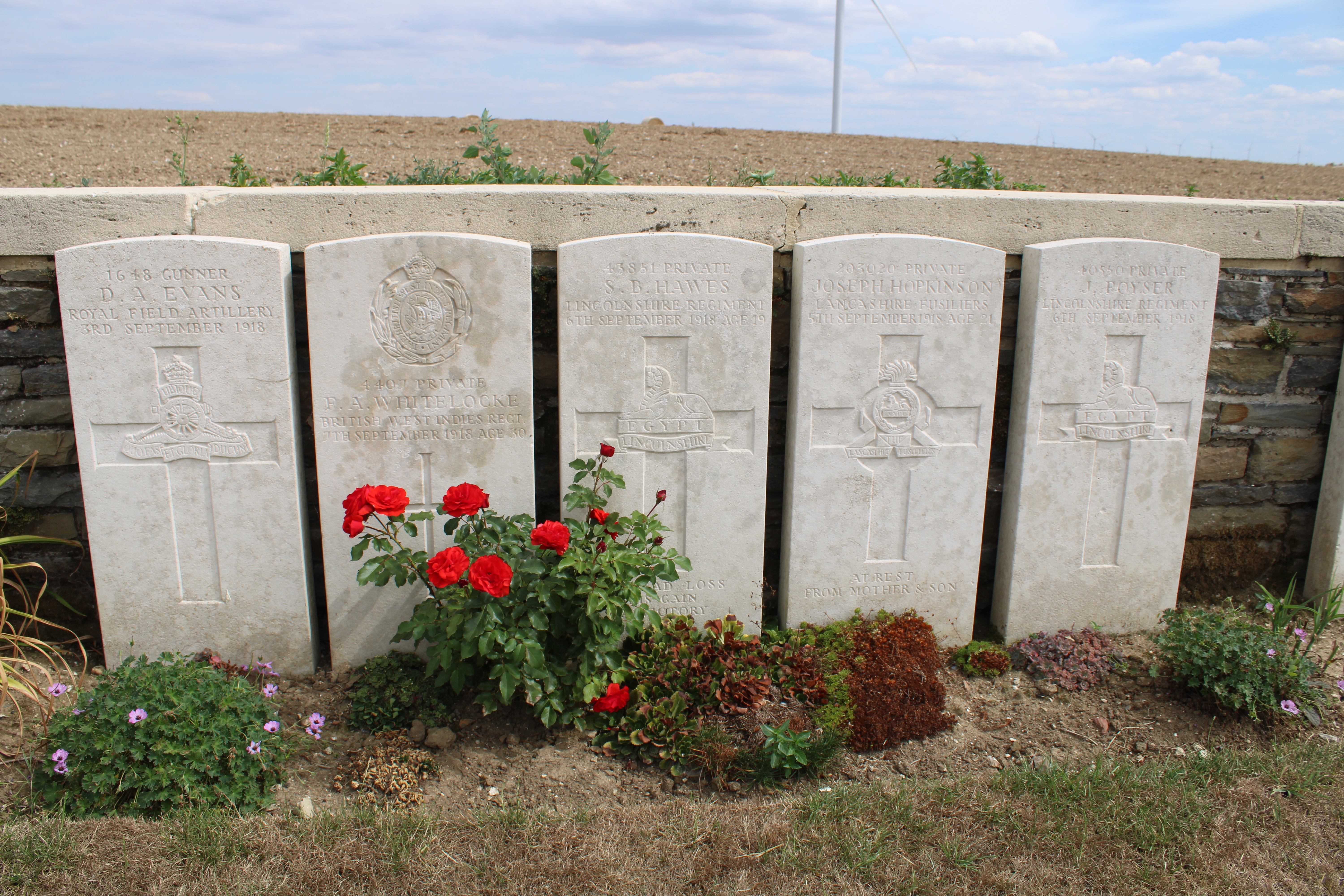
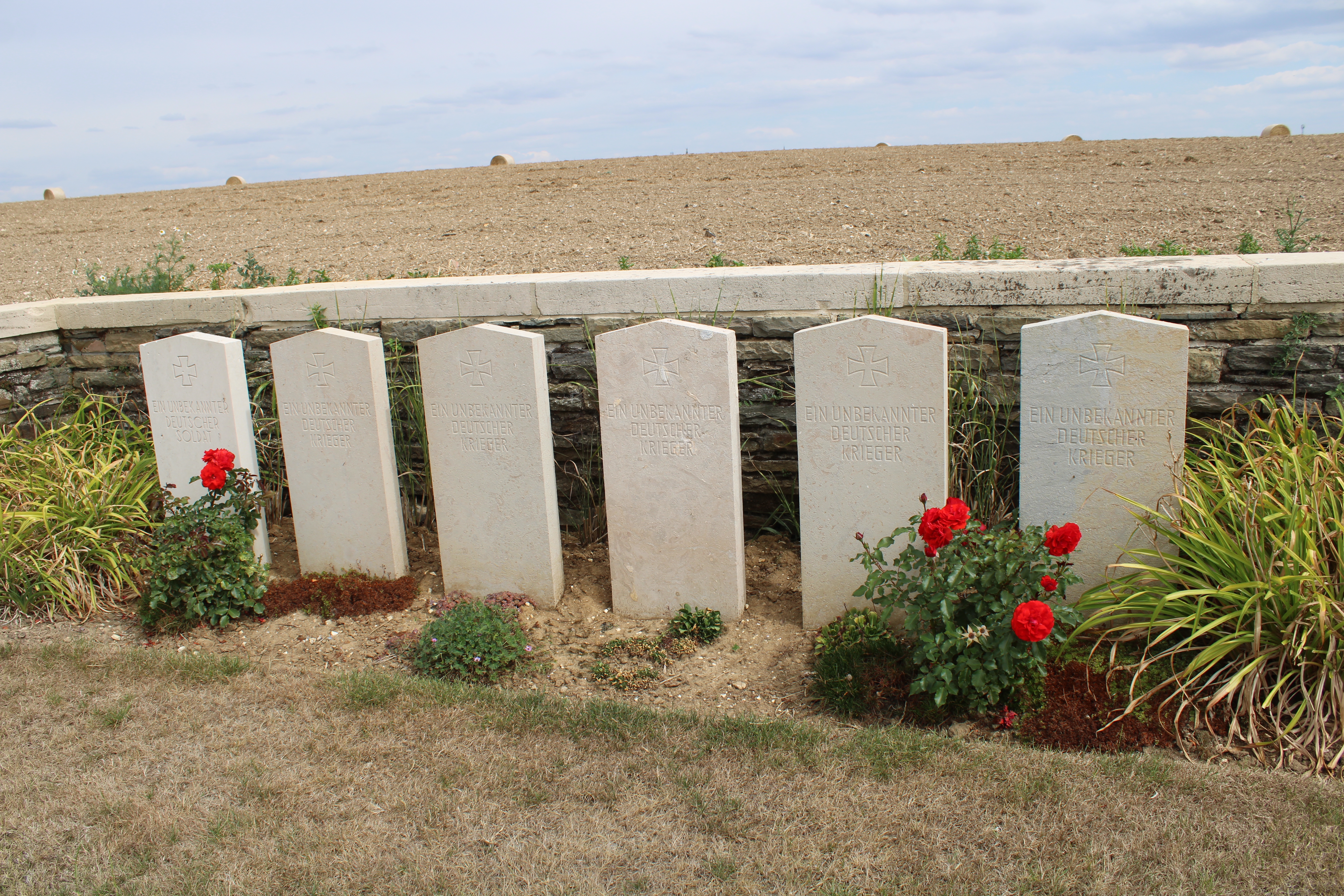
Les tombes de six soldats allemands inconnus.

## Pour approfondir